# Dinish
Dinish (iriska: Daighinis) är en ö i republiken Irland.   Den ligger i grevskapet County Galway och provinsen Connacht, i den västra delen av landet, 230 km väster om huvudstaden Dublin. Arean är 0,53 kvadratkilometer.
Terrängen på Dinish är mycket platt. Öns högsta punkt är 15 meter över havet. Den sträcker sig 1,1 kilometer i nord-sydlig riktning, och 0,6 kilometer i öst-västlig riktning.